# Premolis amaryllis
Premolis amaryllis là một loài bướm đêm thuộc phân họ Arctiinae, họ Erebidae.